# Tours-en-Vimeu
Tours-en-Vimeu település Franciaországban, Somme megyében. Lakosainak száma 805 fő (2022. január 1.). Tours-en-Vimeu Acheux-en-Vimeu, Aigneville, Ercourt, Grébault-Mesnil, Maisnières, Martainneville, Tœufles és Vismes községekkel határos.

## Népesség
A település népessége az elmúlt években az alábbi módon változott:
| Lakosok száma | 853  | 846  | 818  | 815  | 809  | 806  | 806  | 805  |
|               | 2015 | 2016 | 2017 | 2018 | 2019 | 2020 | 2021 | 2022 |